# Pell City, Alabama
Pell City là một thành phố thuộc quận St. Clair, tiểu bang Alabama, Hoa Kỳ. Dân số năm 2009 là 13112 người, mật độ đạt 205 người/km².